# Sophie Schütt
Sophie Schütt (Amburgo, 9 marzo 1974) è un'attrice tedesca.

## Biografia
Sophie Schütt è cresciuta nella località di Maschen, nel comune di Seevetal, situato nel circondario di Harburg, nella Bassa Sassonia. Si è diplomata alla scuola distrettuale di Lessing (scuola secondaria superiore) di Harburg.
Ha iniziato la sua carriera di attrice nel teatro indipendente, recitando in vari teatri di Amburgo (tra cui il Thalia Theater e altri) dal 1992 al 1996, nelle opere Curry, Sand und Eigelb, Das Drecksstück e Krankheit der Jugend.
È stata protagonista in numerosi film, per la maggior parte film televisivi, serie tv e miniserie televisive di produzione o co-produzione tedesca.
È stata candidata al premio come migliore attrice di serie tv nei premi della televisione tedesca e austriaca nell'anno 2005, come protagonista della serie tedesca Typisch Sophie (andata in onda in Italia col titolo di Sophie).

## Vita privata
È stata fidanzata con l'attore tedesco Patrik Fichte dal 2008 al 2009.
Ha due figli: Shaza Maria Schütt (nata nel 2011) e Lonzo Harry Schütt (nato nel 2014).
È ambasciatrice ufficiale della Fondazione José Carreras contro la leucemia, nonché testimonial PETA.

## Filmografia

### Cinema
- Stadtgespräch, regia di Rainer Kaufmann (1995) - non accreditata
- Il domani non muore mai (Tomorrow Never Dies), regia di Roger Spottiswoode (1997) - non accreditata
- Paranoia, regia di Peter Kocyla - cortometraggio (2000)

### Televisione
- Jede Menge Leben – serie TV, 18 episodi (1995)
- Faust – serie TV, episodio 3x03 (1996)
- Die Gang – serie TV, episodio 1x02 (1997)
- Der Mordsfilm – serie TV, episodio 1x03 (1997)
- Alphateam - Die Lebensretter im OP – serie TV, episodio 1x12 (1997)
- Stadtklinik – serie TV, episodio 8x07 (1997)
- Tatort – serie TV, 1 episodio (1997)
- Trickser, regia di Oliver Hirschbiegel – film TV (1997)
- Un caso per due (Ein Fall für zwei) – serie TV, episodio 18x03 (1998)
- Zerschmetterte Träume - Eine Liebe in Fesseln, regia di Johannes Fabrick – film TV (1998)
- 14º Distretto (Großstadtrevier) – serie TV, episodio 8x07 (1998)
- Adelheid und ihre Mörder – serie TV, episodio 2x05 (1998)
- Il nostro amico Charly (Unser Charly) – serie TV, episodi 4x10-4x11-4x12 (1999)
- Operation Phoenix - Jäger zwischen den Welten – serie TV, episodio 1x03 (1999)
- Sieben Tage bis zum Glück, regia di Peter Ily Huemer – film TV (1999)
- Einfach Klasse!, regia di Michael Rowitz – miniserie TV (1999)
- Squadra Speciale Cobra 11 (Alarm für Cobra 11 – Die Autobahnpolizei) – serie TV, episodio 5x02 (2000)
- Una ragazza speciale (Wie angelt man sich seinen Chef?), regia di Ute Wieland – film TV (2000)
- Es geht nicht immer nur um Sex, regia di Christine Hartmann – film TV (2000)
- St. Angela – serie TV, episodio 7x02 (2001)
- 1000 Meilen für die Liebe, regia di Peter Deutsch – film TV (2001)
- Ein Millionär zum Frühstück, regia di Josh Broecker – film TV (2001)
- Die Explosion - U-Bahn-Ticket in den Tod, regia di Marc Hertel – film TV (2002)
- Verliebt auf Bermuda, regia di Gero Erhardt – film TV (2002)
- Kunden und andere Katastrophen – serie TV (2003)
- Traumprinz in Farbe, regia di Oliver Dommenget – film TV (2003)
- Der Augenblick der Begierde, regia di Bettina Woernle – film TV (2003)
- Solstizio d'inverno (Winter Solstice), regia di Martyn Friend – film TV (2003)
- Schöne Witwen küssen besser, regia di Carlo Rola – film TV (2004)
- Ein Luftikus zum Verlieben, regia di Helmut Metzger – film TV (2005)
- Il mistero degli abissi (Himmel über Australien), regia di Thorsten Schmidt – film TV (2006)
- Sophie (Typisch Sophie) – serie TV, 18 episodi (2004-2006)
- Il richiamo del cuore (Afrika - Wohin mein Herz mich trägt), regia di Michael Steinke – film TV (2006)
- Litigi di cioccolato (Wie angelt man sich seine Chefin), regia di Sophie Allet-Coche – film TV (2007)
- Entführt - Ich hol dich da raus, regia di Robert-Adrian Pejo – film TV (2008)
- Gefühlte XXS - Vollschlank & frisch verliebt, regia di Thomas Nennstiel – film TV (2008)
- La nave dei sogni - Viaggio di nozze (Kreuzfahrt ins Glück) – serie TV, episodio 3x01 (2008)
- Love Song - Una canzone per te (Claudia - Das Mädchen von Kasse 1), regia di Peter Stauch – film TV (2009)
- Rosamunde Pilcher – serie TV, 4 episodi (2000-2010)
- Emilie Richards – serie TV, episodio 1x03 (2010)
- Auch Lügen will gelernt sein, regia di Michael Wenning – film TV (2010)
- Lilly Schönauer – serie TV, episodio 1x10 (2010)
- Stadtgeflüster - Sex nach Fünf, regia di Josh Broecker – film TV (2011)
- Inga Lindström – serie TV, episodio 10x01 (2012)
- Squadra Speciale Stoccarda (SOKO Stuttgart) – serie TV, episodio 4x11 (2012)
- Nur mit euch!, regia di Udo Witte – film TV (2013)
- 16 anni... ancora! (16 über Nacht!), regia di Sven Bohse – film TV (2014)
- Un guaio di sorella (Schwestern), regia di Olaf Kreinsen – film TV (2014)

## Doppiatrici italiane
- Chiara Colizzi in Squadra Speciale Cobra 11
- Giò Giò Rapattoni in Sophie

## Riconoscimenti
- Premi della Televisione Tedesca 2005 – Candidatura come migliore attrice per la serie tv Sophie
- Premi Romy della Televisione Austriaca 2005 – Candidatura come migliore attrice per la serie tv Sophie